# Sása (Zvolen)
Sása (deutsch Deutschpleißen, ungarisch Szászpelsőc – bis 1888 Szász) ist eine Gemeinde in der Mittelslowakei mit 830 Einwohnern (Stand 31. Dezember 2024) und gehört zum Okres Zvolen, einem Kreis des Banskobystrický kraj.

## Geographie

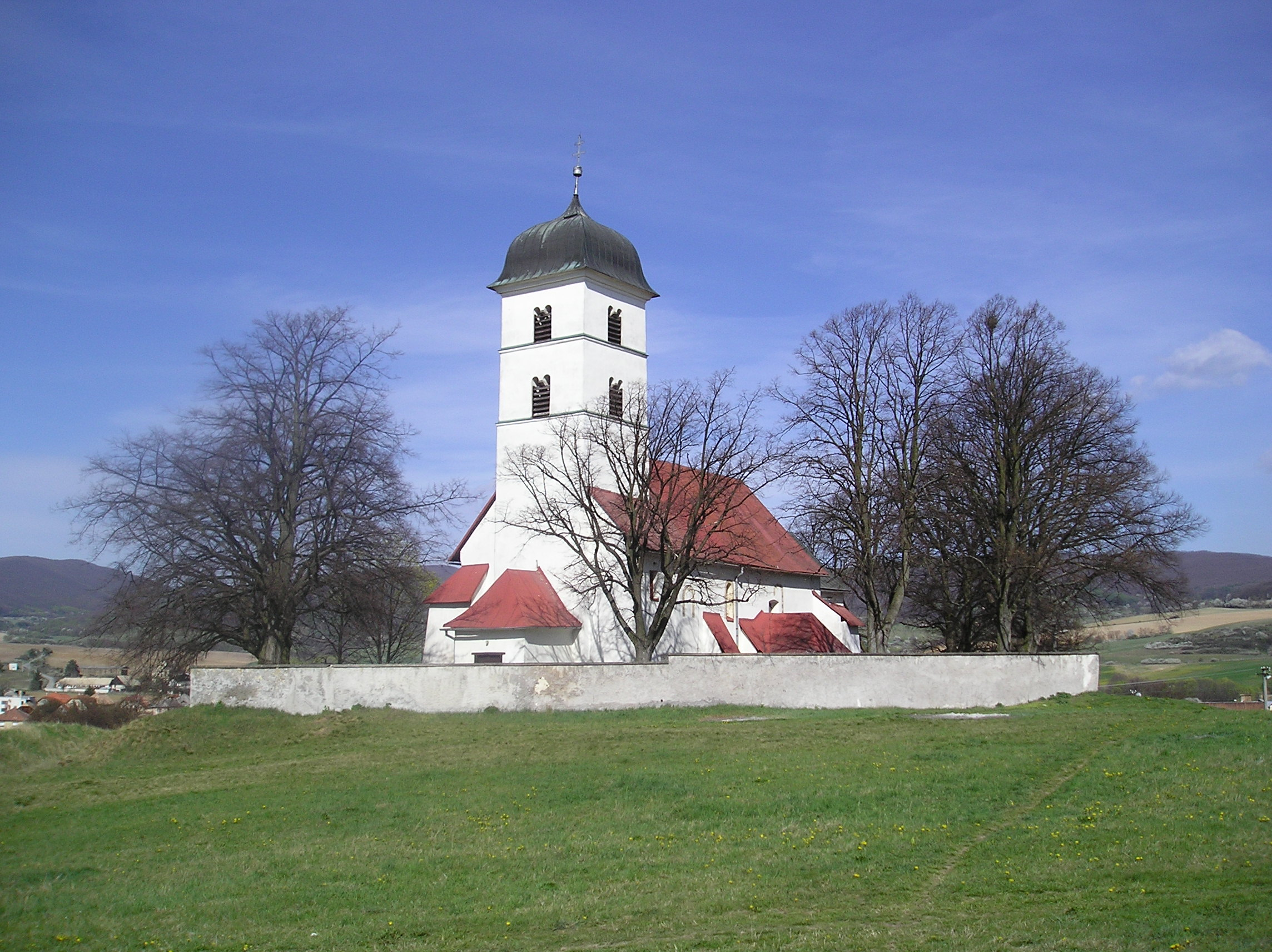
Katharinenkirche von Sása

Die Gemeinde befindet sich im kleinen Talkessel Pliešovská kotlina am Flüsschen Neresnica (Einzugsgebiet Hron), im Nordosten des Gemeindegebiets hat sie einen Anteil am Gebirge Javorie. Das Ortszentrum liegt auf einer Höhe von 383 m n.m. und ist 21 Kilometer von Zvolen entfernt.
Nachbargemeinden sind Dobrá Niva im Norden, Zvolen im Nordosten, Pliešovce im Nordosten und Osten, Bzovská Lehôtka im Süden, Krupina im Südwesten und Babiná im Westen.

## Geschichte
Sása wurde zum ersten Mal 1332 als Sasca schriftlich erwähnt; weitere historische Namen sind Nemet Pelseucz (1351), Pelsewlch (1393) und Nemethpelseuch (1410). Mit dem Namen verwandt ist die ursprüngliche deutsche Bevölkerung, die aus Sachsen kam. Bis 1351 gehörte die Ortschaft zum Herrschaftsgut der Burg Döbring im nahen Dobrá Niva; im selben Jahr erhielt sie Stadtrechte.
Während der Türkenkriege gab es hier eine kleine antitürkische Festung, wo 50 Mann stationiert waren. Dennoch war das Städtchen gegenüber dem Osmanischen Reich tributpflichtig. Nach einer schweren Plünderung im Jahr 1644 durch die Türken verlor Sása den Charakter eines Städtchens und wurde zur einfachen landwirtschaftlichen Gemeinde. 1828 zählte man 85 Einwohner und 625 Einwohner, die in der Landwirtschaft und als Handwerker beschäftigt waren.
Bis 1918 gehörte der im Komitat Sohl liegende Ort zum Königreich Ungarn und kam danach zur Tschechoslowakei beziehungsweise heute Slowakei.

## Bevölkerung
| Jahr                | 1994 | 2004    | 2014    | 2024     |
| ------------------- | ---- | ------- | ------- | -------- |
| Anzahl der Personen | 889  | 951     | 933     | 830      |
| Unterschied         |      | +6,97 % | −1,89 % | −11,03 % |

| Jahr                | 2023 | 2024    |
| ------------------- | ---- | ------- |
| Anzahl der Personen | 857  | 830     |
| Unterschied         |      | −3,15 % |

Nach der Volkszählung 2011 wohnten in Sása 951 Einwohner, davon 878 Slowaken, 26 Roma, drei Tschechen und zwei Magyaren. 42 Einwohner machten diesbezüglich keine Angabe. 469 Einwohner bekannten sich zur römisch-katholischen Kirche, 313 Einwohner zur evangelischen Kirche A. B. und jeweils ein Einwohner zur griechisch-katholischen Kirche, zur orthodoxen Kirche sowie zur reformierten Kirche; ein Einwohner bekannte sich zu einer anderen Konfession. 87 Einwohner waren konfessionslos und bei 78 Einwohnern wurde die Konfession nicht ermittelt.

## Bauwerke
- befestigte römisch-katholische Katharinenkirche aus dem 13. Jahrhundert, vorwiegend im romanischen Stil mit gotischen Spuren
- evangelische Kirche aus dem Jahr 1894